# جان-جاك مارتيل
جان-جاك مارتيل هو سياسي كندي، ولد في 3 يناير 1927 في Centre-du-Québec ‏ في كندا، وتوفي في 3 فبراير 2005. نشط حزبياً في الحزب الكندي التقدمي المحافظ. وقد انتخب عضو مجلس العموم الكندي.